# Бічер-Фоллс (Вермонт)
Бічер-Фоллс (англ. Beecher Falls) — переписна місцевість (CDP) в США, в окрузі Ессекс штату Вермонт. Населення — 139 осіб (2020).

## Географія
Бічер-Фоллс розташований за координатами 45°0′35″ пн. ш. 71°29′17″ зх. д. / 45.00972° пн. ш. 71.48806° зх. д. (45.009587, -71.487927).  За даними Бюро перепису населення США в 2010 році переписна місцевість мала площу 3,39 км², з яких 3,27 км² — суходіл та 0,12 км² — водойми.

## Демографія
Згідно з переписом 2010 року, у переписній місцевості мешкало 177 осіб у 79 домогосподарствах у складі 55 родин. Густота населення становила 52 особи/км².  Було 97 помешкань (29/км²).
Расовий склад населення:
| - 96,0 % — білих - 1,7 % — азіатів - 0,6 % — корінних американців - 0,6 % — чорних або афроамериканців |

До двох чи більше рас належало 1,1 %. Частка іспаномовних становила 4,0 % від усіх жителів.
За віковим діапазоном населення розподілялося таким чином: 23,7 % — особи молодші 18 років, 63,3 % — особи у віці 18—64 років, 13,0 % — особи у віці 65 років та старші. Медіана віку мешканця становила 44,5 року. На 100 осіб жіночої статі у переписній місцевості припадало 78,8 чоловіків;  на 100 жінок у віці від 18 років та старших — 77,6 чоловіків також старших 18 років.
Середній дохід на одне домашнє господарство  становив 39 410 доларів США (медіана — 30 313), а середній дохід на одну сім'ю — 47 033 долари (медіана — 45 625). Медіана доходів становила 53 125 доларів для чоловіків та 34 688 доларів для жінок. За межею бідності перебувало 25,0 % осіб, у тому числі 51,6 % дітей у віці до 18 років та 19,5 % осіб у віці 65 років та старших.
Цивільне працевлаштоване населення становило 74 особи. Основні галузі зайнятості: освіта, охорона здоров'я та соціальна допомога — 35,1 %, мистецтво, розваги та відпочинок — 18,9 %, виробництво — 14,9 %, публічна адміністрація — 13,5 %.